# Eleutherodactylus thorectes
Eleutherodactylus thorectes é uma espécie de anfíbio  da família Eleutherodactylidae.
É endémica do Haiti.
Os seus habitats naturais são: regiões subtropicais ou tropicais húmidas de alta altitude.
Está ameaçada de extinção por perda de habitat.